# Пророк (телесериал)

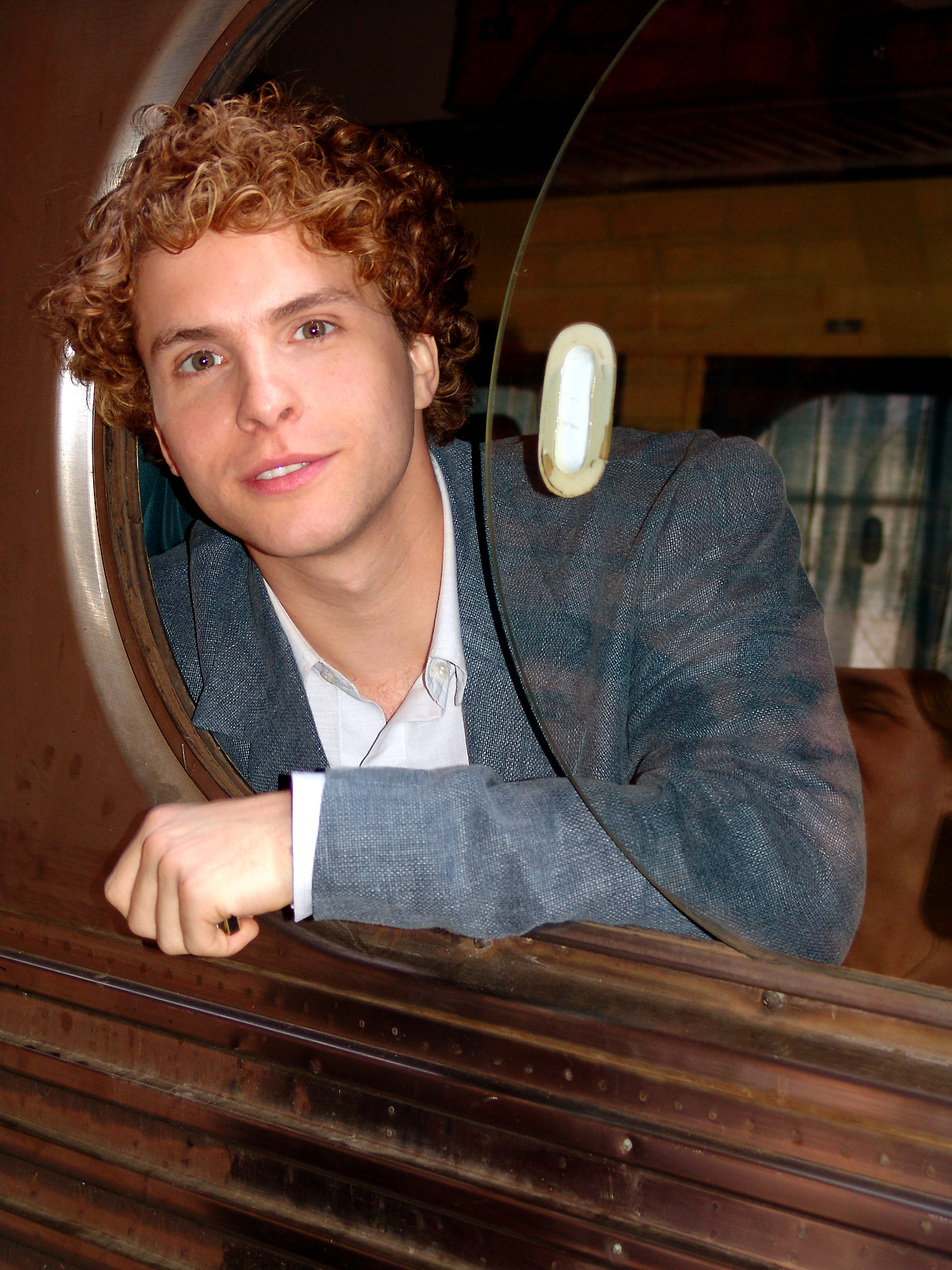
Тьяго Фрагозо в роли Маркуса

Пророк (порт. O Profeta) — бразильская теленовелла 2006 года производства компании Глобу. Режиссёр — Роберту Талма. Продолжительность — 178 серий. Фильм является ремейком одноимённого сериала, поставленного в 1977—1978 году по роману Ивани Рибейру. В России сериал транслировался на телеканале «Домашний».

## Сюжет
В 1950-х годах в бразильской деревне молодому мужчине Маркусу, обладающему даром предвиденья, не удаётся предотвратить гибель младшего брата Лукаса. Чтобы пережить трагедию, он с согласия родителей едет в Сан-Паулу к сестре Эстер. Едва добравшись, он сталкивается с девушкой, которая в его видениях предстаёт "женщиной всей его жизни". Не успев узнать о ней, Маркус к своему счастью встречает её на стекольной фабрике, куда ему советует устроиться на работу кузен Камилу. Оказывается, что девушка по имени Соня является его невестой. Заметив симпатию Маркуса к Соне, Камилу просит директора фабрики Кловиса Моура не брать его на работу.
Соня расстаётся с женихом и встречается с Маркусом. Потеряв работу в закусочной, он отправляется на скачки и, используя свой дар, ставит деньги на победителя. Это замечает девушка Рут, помогавшая Маркусу сделать ставку, и после неожиданного разрыва с Кловисом решает обольстить парня с необычным даром. Соня застаёт их целующимися и порывает с Маркусом.
У Сони завязываются отношения с обходительным Кловисом Моурой, которые оканчиваются свадьбой. Семейная жизнь Сони не складывается с первых дней брака, обнажив жестокость и маниакальную ревность её супруга. Соня жалеет о сделанном выборе, но не уходит от Кловиса, опасаясь за жизни его 8-летней дочери Аналу и своего престарелого отца Пираджиби, которому требуется дорогостоящее лечение.
Маркус с помощью Камилу и Рут начинает зарабатывать деньги, демонстрируя на шоу свои экстрасенсорные способности. С каждым представлением его популярность растёт, но появляются головные боли, приводящие к потере сознания. Маркус в видениях видит страдания Сони и предлагает ей сбежать с ним. Шантажируя жену угрозой жизням Аналу и сеньору Пираджиби, Кловис вынуждает её вернуться домой и запирает на чердаке. Здесь Соня находит дневник прежней жены Кловиса Лауры и подозревает, что она была отравлена. Опасаясь за свою жизнь, Соня решает притвориться послушной женой, чтобы доставить дневник в полицию и привлечь Кловиса к ответственности за убийство.
Маркус понимает видение о своём ребёнке и разоблачает ложь Рут, которая притворялась беременной. Она в отчаянии обращается за помощью к Камилу, но не получает её и решает отомстить обидчикам. Заполучив дневник Лауры, Рут в обмен на него заставляет Кловиса сделать её совладелицей фабрики и договаривается с ним совместно делать всё, чтобы Соня и Маркус не встречались.
Кловис прячет беременную жену в далёком домике под присмотром охраны, заставляет её носить платья своей покойной жены и планирует переехать всей семьёй заграницу. Попытки сбежать у Сони не удаются, но она успевает сообщить о своём местонахождении Маркусу, который освобождает её с помощью полиции. Кловиса подозревают в убийстве Камилу, который планировал побег Сони.
Кловис даёт жене разрешение на развод и угрожает через суд получить опеку над ребёнком, обвинив Соню в неверности. Расстроить планы Кловиса помогает его тётка Филомена, которая рассказывает о бесплодии Кловиса после перенесённой в детстве свинки. Лаура родила Аналу от учителя музыки, которым увлеклась, страдая от жестокости мужа.
Маркус достиг богатства, славы, но растратил свой дар и теперь вынужден использовать на своих выступлениях техники иллюзионистов. Эстер и Соня не одобряют этот обман зрителей, и Маркус обещает вскоре оставить это занятие.
Кловис похищает Соню, которая предпочитает смерть жизни с ним и выпивает яд. Убегая от полиции, Кловис ищет спасения у Рут. Замаскировавшись, он приходит на представление Маркуса, где на сцену является призрак Сони. Она называет Кловиса своим убийцей. Узнав из газет о разоблачении Маркуса, использующего видеопроектор, Кловис понимает, что смерть Сони была розыгрышем. Теперь он похищает ребёнка Сони и соглашается обменять его на неё.
Маркус молит о последнем видении, чтобы вернуть Соню и наводит полицию на след преступника. Соню удаётся спасти, а Кловис, окончательно обезумев, бросается с края обрыва в водопад. Рут судят за убийство Камилу, который шантажировал её и тянул деньги, на которые планировал сбежать с Соней. Аналу переезжает в дом своего родного отца. Маркус и Соня женятся.

## В ролях
- Тьяго Фрагосо — Маркус Оливейра
- Паола Оливейра — Соня Карвальо
- Далтон Виг — Кловис Моура
- Карол Кастро - Рут Рибейра де Соуса
- Фернанда Соуза — Карола Рибейро де Соуса де Алмейда Сантос
- Родригу Паванеллу - Арналдо де Алмейда Сантос
- Вера Циммерманн - Эстер Оливейра
- Маурисио Маттар - Энрике
- Паула Бурламаки - Тереза Рибейро Гуймараэс Лейте
- Родриго Фаро - Таинья
- Жулиана Дидоне - Бэби (дочь Эстер)
- Жизель Итие — Сабина Леви
- Стенио Гарсия — Жако
- Нивея Мария — Лия
- Мэлвино Салвадор - Камилу де Оливейра
- Луиджи Баричелли - Флавио Лейте
- Самара Фелиппо - Ванда Корвальо
- Неуза Мария Фару - Теодора
- Марио Гомес - Эрнесто да Силва
- Рози Кампус - мадам Рубия да Силва
- Фернанда Родригес - Жизель да Силва
- Симоне Споладоре - Люси Карвальо
- Каролина Кастинг - Лаура Моура
- Кастро Гонзага - доктор Клаус Беккер
- Андрэа Аванчини - Эдит
- Джулиана Барони - Мириам
- Симона Суарес - Зелия
- Лучана Брэга - София
- Рената Кастро Барбоза - Сида
- Крис Виана - Жилда
- Даниел Авила - Тони
- Уго Гросс  - Жонас
- Жандир Феррари - Морейра
- Ора Фигейредо - Ренато
- Жозе д'Артаньян - Жилберто
- Тьяго Лучиано - Пулито
- Эрнесто Хавьер - Габриэл
- Марсело Баррос - Фабиано
- Зезе Барбоза - Деде
- Лаура Кардозу - Абигайл
- Арлети Монтенегро - Филомена
- Ана Люсия Торре - Илда
- Луис Густаво - Пиражибе
- Женезио ди Баррос - Олаво
- Мауро Мендонса - Франциско
- Нуно Леаль Майя - Алсеу
- Кэролайн Смит - Аналу
- Виктория Пина  - Наталия
- Ренан Рибейру - Бенжамин
- Гильерми Виейра- Зека
- Джулия Маттос - Роза
- Лусиана Дандара - Маргарида
- Томас Велосо - Жука